# 美洲大道1166号
美洲大道1166号（英語：1166 Avenue of the Americas，也被称为国际纸业大厦）是位于美国纽约市美洲大道1166号、高600英尺（183米）的摩天大楼。它完工于1974年，共有44层，总办公面积为170万平方英尺。SOM建筑设计事务所设计了该建筑，其为纽约第93高。